# Municipio de Taylor (condado de Appanoose)
El municipio de Taylor (en inglés: Taylor Township) es uno de los diecisiete municipios ubicados en el condado de Appanoose en el estado estadounidense de Iowa. En el año 2000 el municipio tenía una población de 926 habitantes y una densidad poblacional de 12,1 personas por km². En su territorio se encuentra una ciudad, Moravia.

## Geografía
El municipio de Taylor se encuentra ubicado en las coordenadas 40°52′08″N 92°48′58″O / 40.86889, -92.81611.